# کلوشترکومبد
کلوشترکومبد (به آلمانی: Klosterkumbd) یک شهر در آلمان است که در راین-هونسروک واقع شده‌است. کلوشترکومبد ۲۷۸ نفر جمعیت دارد.